# SD Tarazona
SD Tarazona is een Spaanse voetbalclub uit Tarazona in Aragón die vanaf 2010 uitkwam in de Tercera División. Na het seizoen 2019/20 promoveerde de club naar de Segunda División B. Na het overgangsseizoen van deze competitie plaatste de ploeg zich vanaf seizoen 2021/22 voor de Segunda División RFEF.
Grupo 1:
Amorebieta .
Andorra .
Arenteiro ·
Barakaldo . 
FC Barcelona Atlètic ·
Bilbao Athletic .
Celta B ·
Irun ·
Cultural Leonesa ·
Lugo ·
Osasuna B ·
Ourense CF .
Ponferrada ·
Segovia .
Sestao River ·
Real Sociedad B ·
Tarragona ·
Tarazona ·
Salamanca .
Zamora CF

Grupo 2:
Alcorcón .
Alcoyano ·
Algeciras ·
Antequera ·
Atlético Madrid B ·
Atlético Sanluqueño ·
Real Betis B .
Ceuta ·
Fuenlabrada ·
Hércules Alicante .
Ibiza ·
Intercity ·
Marbella ·
Mérida ·
Murcia ·
Real Madrid Castilla ·
Recreativo Huelva ·
FC Sevilla B .
Villarreal B .
Yecla